# 흥천이포 나들목
흥천이포 나들목(Heungcheon-Ipo IC)은 경기도 여주시 흥천면 계신리와 금사면 도곡리에 걸쳐 설치된 광주원주고속도로의 4번 교차로이다. 나들목 진출입로는 흥천면 문장리와 접하고 있으며, 국가지원지방도 제70호선을 통해 흥천면, 금사면 및 이천시 백사면 등지로 진출할 수 있다. 2016년 11월 11일에 개통되었다.
나들목 출구는 국가지원지방도 제70호선인 이여로와 접속하나 바로 맞은편에 중부내륙고속도로의 북여주 나들목이 설치되어 있어 두 나들목 사이에 설치된 흥천이포IC 교차로 위의 고가도로를 통하여 두 나들목이 서로 직결되는 구조로 되어 있다. 이를 통하여 광주원주고속도로와 중부내륙고속도로가 서로 간접적으로 분기하는 분기점 역할을 수행하고 있으나, 요금소가 각각 설치되어 있어 통행료는 별도로 지불하여야 한다.
설계 당시 가칭은 흥천 나들목이었으나, 2015년 12월 31일에 명칭을 이포 나들목으로 확정하였다. 그러나 인근 흥천면 주민들이 이 명칭 결정에 반발하여 본래대로 흥천 나들목으로 해줄 것을 요구하자, 2016년 9월 13일에 흥천면 주민들과 금사면 이포리 주민들이 명칭을 흥천이포 나들목으로 변경하는데 합의하여 원주지방국토관리청에 흥천이포 나들목으로의 명칭 변경을 공동으로 요구하였으며, 동년 10월 20일에 명칭이 변경되었다.
성남종합버스터미널을 오고가는 영남방면 고속버스들이 이 나들목과 북여주 나들목을 이용하기 위해 초월 나들목으로 간다.

## 연혁
- 2010년 3월 4일 : 나들목 신설을 위해 여주군 도시계획시설 교통광장에 흥천면 계신리 일원을 흥천 나들목으로 고시[4]
- 2015년 12월 31일 : 명칭을 이포 나들목으로 확정[1]
- 2016년 7월 22일 : 여주시 도시계획시설 교통광장 명칭을 이포 나들목으로 변경 고시[5]
- 2016년 10월 20일 : 여주시 도시계획시설 교통광장 명칭을 흥천이포 나들목으로 변경 고시[6]
- 2016년 11월 11일 : 광주원주고속도로 개통과 함께 통행 개시[7]

## 구조물 정보
- 위치: 경기도 여주시 흥천면 계신리, 금사면 도곡리
- 영업소: 경기도 여주시 흥천면 이여로 1033

## 접속하는 노선
- 국가지원지방도 제70호선 (이여로)
- 간접 연결 : 45호선 중부내륙고속도로 북여주 나들목 (흥천이포IC 교차로 이용)

## 교통량 정보
| 요금소            | 통행량 (대/일) | 통행량 (대/일) | 통행량 (대/일) | 통행량 (대/일) | 각주  |
| 요금소            | 2016년         | 2017년         | 2018년         | 2019년         | 각주  |
| ----------------- | -------------- | -------------- | -------------- | -------------- | ----- |
| 흥천이포 (폐쇄식) | 2,127          | 2,991          | 2,745          | 2,870          | [ 8 ] |

## 같이 보기
- 북여주 나들목